# Daniel Koziarski
Daniel Koziarski (sinh ngày 11 tháng 1 năm 1979 tại Gdynia) là một tiểu thuyết gia và luật sư người Ba Lan. Anh tốt nghiệp Đại học Gdańsk. Daniel Koziarski có nhiều bài viết được đăng trên Internet và trên một số tờ báo của Ba Lan (Tạp chí tin tức Gazeta Polska đã đăng sê-ri truyện châm biếm Opowiadania poprawne).

## Sự nghiệp
Tháng 2 năm 2007, Daniel Koziarski cho ra mắt tiểu thuyết đầu tay Kłopoty to moja specjalność, czyli kroniki socjopaty (Troubles are my specialization; or, the Chronicles of a sociopath). Tiểu thuyết này được giới phê bình khen ngợi trên báo chí Ba Lan và trên tạp chí Newsweek của Mỹ. Nhân vật chính của tiểu thuyết tên là Tomasz Płachta, môt người chuyên phức tạp hóa không chỉ cuộc sống của chính mình mà còn của cả những người xung quanh. Phần tiếp theo của tiểu thuyết có tên Socjopata w Londynie (Sociopath in London), được xuất bản vào tháng 8 năm 2007. Phần này kể về lúc Tomasz ở London. Tháng 7 năm 2008, tiểu thuyết thứ ba của Daniel Koziarski mang tên Klub samobójców (The Suicide Club) được xuất bản. Trong một bài bình luận về cuốn sách, Piotr Kofta viết: 'Tác phẩm mới của Koziarski cho thấy nền văn học đang thịnh hành ở Ba Lan hiện lựa chọn các chủ đề bị bao trùm bởi thứ gọi là "văn học cao cấp". Daniel Koziarski cũng là tác giả của truyện Dziewięć yć kota Alberta (The Nine Lives of Albert the Tomcat), được đăng trong một tuyển tập ra mắt vào tháng 10 năm 2008. Anh hiện đang thực hiện cuốn sách thứ ba và là cuốn cuối cùng của sê-ri 'Sociopath'.

## Tác phẩm tiêu biểu
Tiểu thuyết:
- Kłopoty to moja specjalność, czyli kroniki socjopaty (Troubles are my specialty: Chronicles of a Sociopath) (2007)
- Socjopata w Londynie (A Sociopath in London) (2007)
- Klub samobójców  (Suicide Club) (2008)

Tham gia vào tuyển tập:
- Opowiadania pod psem i kotem (2008)